# Penermon
Penermon es una villa ubicada en el condado de Stoddard en el estado estadounidense de Misuri. En el Censo de 2010 tenía una población de 64 habitantes y una densidad poblacional de 117,11 personas por km².

## Geografía
Penermon se encuentra ubicada en las coordenadas 36°47′27″N 89°49′48″O / 36.79083, -89.83000. Según la Oficina del Censo de los Estados Unidos, Penermon tiene una superficie total de 0.55 km², de la cual 0.55 km² corresponden a tierra firme y (0%) 0 km² es agua.

## Demografía
Según el censo de 2010, había 64 personas residiendo en Penermon. La densidad de población era de 117,11 hab./km². De los 64 habitantes, Penermon estaba compuesto por el 9.38% blancos, el 87.5% eran afroamericanos, el 0% eran amerindios, el 0% eran asiáticos, el 0% eran isleños del Pacífico, el 0% eran de otras razas y el 3.13% pertenecían a dos o más razas. Del total de la población el 0% eran hispanos o latinos de cualquier raza.